# Jean Brunner
Pour les articles homonymes, voir Brunner.
Jean Brunner ou Johann Josef Brunner est un fabricant d’instrument de précision français d’origine suisse né le 24 septembre 1804 à Balsthal dans le canton de Soleure et mort le 29 novembre 1862 à Paris,.

## Biographie
Fils d’un serrurier suisse réputé, Johann Josef Brunner effectue son apprentissage chez son père. Il séjourne ensuite pendant trois ans à Bâle, où il travaille chez un fabricant de balances tout en étudiant les mathématiques et le dessin le soir. A 22 ans, il entre à l’Institut polytechnique de Vienne et s’initie à la construction d’instrument de physique. Il s’installe à Paris en 1828, il francisera son nom et deviendra Jean Brunner. Il travaille chez Frédéric Hunzinger et chez Vincent Chevalier. Il crée sa propre entreprise au 34 de la rue des Bernardins, puis déménage au 183 rue de Vaugirard. Il construit et perfectionne pratiquement tous les instruments de précision utilisés à cette époque, depuis le microscope jusqu’à l’équatorial en passant par la règle géodésique conçue pour l’Espagne par Carlos Ibáñez e Ibáñez de Ibero sur le modèle de celle utilisée par le géodésien suisse Ferdinand Rudolph Hassler pour le relevé côtier des États-Unis, où ce dernier avait apporté le mètre en 1805,.
En 1839, Jean Brunner participe à la 9e édition de l’exposition des produits de l’industrie française et obtient la médaille d’argent pour l’une de ses réalisations. Lors de l’édition suivante, en 1844, il présente plusieurs instruments de précision : théodolites, microscopes, boussoles et un cercle astronomique de 60 cm de diamètre pour lequel il reçoit une médaille d’or. Il obtient le même succès à l’exposition de 1849,.
En 1845, il construit sur proposition de François Arago une monture équatoriale pour la grande lunette de l’Observatoire de Paris. Il obtient la nationalité française par décret du 5 juillet 1850. La même année, il est également admis au Bureau des longitudes d’abord comme artiste adjoint, puis comme artiste,.
Lors de l’exposition universelle de Paris en 1855, il compte parmi les membres du jury. Bien que cette fonction l’empêche de concourir pour un prix, il présente différents instruments astronomiques et optiques, ainsi qu’un instrument géodésique. Il s’agit d’une règle conçue pour mesurer les bases géodésiques. Ces dernières permettent à la fois de déterminer la dimension des triangulations géodésiques et de vérifier leur précision. L’instrument de mesure est composé d’une double règle de platine et de cuivre de 4 mètres de long dotée de microscopes. La construction de cet appareil dure environ deux ans. La dilatation thermique de l’appareil fait l’objet d’une étude approfondie par ses concepteurs Carlos Ibáñez e Ibáñez de Ibero et Frutos Saavedra Meneses. En effet, cette règle est comparée avec la règle N° 1 de Borda, la double toise conçue pour la triangulation effectuée par Delambre et Méchain qui avait servi à déterminer la longueur du mètre. Cette comparaison assure de plus la traçabilité métrologique entre le mètre et la toise de Paris qui est utilisée comme unité géodésique en Prusse. La règle réalisée par Jean Brunner sera utilisée pour la mesure de la base géodésique centrale d’Espagne. La participation de Jean Brunner au projet lui vaudra d’être élevé à la dignité de Chevalier de l’ordre de Charles III d’Espagne,,,.
Cet étalon géodésique devient l'étalon du mètre espagnol jusqu'à la réception des prototypes nationaux du mètre attribués à l'Espagne en 1889. Dans la seconde moitié du XIXe siècle, des comparaisons minutieuses avec plusieurs toises étalons montrent, grâce aux progrès de la thermométrie,, que le Mètre des Archives n'est pas exactement égal à 443,296 lignes de la toise du Pérou, mais, en chiffres ronds, plus court de 1/75 000 de cette longueur, soit d'environ 0,013 millimètre. De plus, nous savons aujourd'hui que la longueur du mètre est trop courte de 0,197 millimètre en comparaison de ce qu'elle aurait dû être selon la définition initiale du mètre, principalement en raison de l'absence de prise en compte d'une déviation de la verticale à l'extrémité sud de la mesure de l'arc de méridien de Delambre et Méchain,.
Peu avant sa mort, Jean Brunner participe à l’exposition universelle de 1862 à Londres. Il y présente, parmi divers instruments géodésiques et optiques, un cercle méridien de 42 cm de diamètre fabriqué pour le vice-roi d’Égypte.
À la mort de Jean Brunner, l’atelier sera repris par ses deux fils, Émile Brunner et Léon Brunner. L’entreprise prend alors le nom de Brunner Frères. L’entreprise familiale disparaît en 1895 avec le décès d’Émile Brunner un an après la mort de son frère Léon. La famille Brunner est inhumée au cimetière du Montparnasse.